# Ꚓ
Tche (Ꚓ ꚓ; cursiva: Ꚓ ꚓ) es una letra del alfabeto cirílico. La forma de la letra se originó como una ligadura de las letras cirílicas te (Т т Т т) y che (Ч ч Ч ч).
Se usa en el antiguo alfabeto abjasio, donde representa el sonido de una africada postalveolar eyectiva /t͡ʃʼ/. Es una letra cirílica correspondiente a Ҷ.
También se utiliza en el antiguo alfabeto idioma komi.

## Códigos informáticos
| Carácter      | Ꚓ                             | Ꚓ                             | ꚓ                             | ꚓ                             |
| ------------- | ----------------------------- | ----------------------------- | ----------------------------- | ----------------------------- |
| Unicode       | LETRA MAYÚSCULA CIRÍLICA TCHE | LETRA MAYÚSCULA CIRÍLICA TCHE | LETRA MINÚSCULA CIRÍLICA TCHE | LETRA MINÚSCULA CIRÍLICA TCHE |
| Codificación  | decimal                       | hex                           | decimal                       | hex                           |
| Unicode       | 42642                         | U+A692                        | 42643                         | U+A693                        |
| UTF-8         | 234 154 146                   | EA 9A 92                      | 234 154 147                   | EA 9A 93                      |
| Ref. numérica | &#42642;                      | &#xA692;                      | &#42643;                      | &#xA693;                      |